# Keine Wahl ohne Qual
Keine Wahl ohne Qual? (Originaltitel: The Chiltern Hundreds) ist eine britische Filmkomödie in Schwarzweiß aus dem Jahr 1949 von John Paddy Carstairs. Das Drehbuch stammt von William Douglas Home und Patrick Kirwan. Es basiert auf dem gleichnamigen Theaterstück von William Douglas Home. In den Hauptrollen sind Cecil Parker, A. E. Matthews, David Tomlinson und Lana Morris zu sehen. Zum ersten Mal ins Kino kam der Film am 27. September 1949 in London. In der Bundesrepublik Deutschland hatte er seine Premiere erst am 1. September 1968 im Programm des Ersten Deutschen Fernsehens (ARD).

## Handlung
Als der Viscount Tony Pym, Leutnant bei der britischen Armee, beim eiligen Urlaubsantritt mit seinem Colonel zusammenstößt, ist seine einzige Chance, doch noch zu seinem Urlaub zu kommen, politischen Ehrgeiz vorzuspiegeln. Weil Pym aber nur ungern Babys küsst, verliert er den Wahlkampf im angestammten Bezirk East Milton gegen den Kandidaten der Labour Party. Weil June, seine Verlobte, von ihm enttäuscht ist, tritt Pym bei der notwendig gewordenen Nachwahl als Vertreter der Sozialisten auf und wird erneut geschlagen, diesmal von seinem eigenen Butler, der die Ehre der Familie wahren will. Weil Beecham, der Butler, aber großzügig auf den Sitz im Unterhaus verzichtet und sich mit dem Hausmädchen Bessie begnügt, wird Tony Pym schließlich doch noch Parlamentsmitglied und glücklicher Ehemann – sehr zur Überraschung seines Vaters, dessen Wahlspruch lautet: „In England haben Peers und Verrückte kein Wahlrecht.“

## Kritiken
Der Evangelische Film-Beobachter fasste nach der deutschen Fernsehpremiere seine Kritik so zusammen: „Englische Komödie […], die sich auf liebenswerte Weise über die Marotten einer sanft angestaubten Aristokratie und über gewisse Wahlmethoden lustig macht. Der Film gewinnt vor allem durch seine gut gezeichneten Typen und durch den auch in der Synchronisation erhalten gebliebenen pointenreichen Dialog. Ein hübscher Spaß, schon von 16 Jahren an.“ Das Lexikon des internationalen Films bezeichnet das Werk kurz und knapp als eine „heitere Unterhaltung, die sich mit typisch englischem Humor über Aristokraten und Politiker lustig macht“.

## Weblink
- Keine Wahl ohne Qual bei IMDb